# Олександропільська сільська рада (Петропавлівський район)
| Олександропільська сільська рада — орган місцевого самоврядування у Петропавлівському районі Дніпропетровської області з адміністративним центром у c. Олександропіль. Сільській раді підпорядковані населені пункти: - c. Олександропіль - с. Новодмитрівка - с. Озерне - с. Товсте - с. Успенівка |

## Склад ради
Рада складається з 12 депутатів та голови.
- Сільський голова: Винник Федір Миколайович 1963 року народження
- Секретар сільської ради: Іванченко Ольга Миколаївна

## Керівний склад сільської ради
| ПІБ                      | Основні відомості                                                         | Дата обрання | Дата звільнення |
| ------------------------ | ------------------------------------------------------------------------- | ------------ | --------------- |
| Винник Федір Миколайович | Сільський голова, 1963 року народження, освіта, член народної партії      | 26.03.2006   | 31.10.2010      |
| Винник Федір Миколайович | Сільський голова, 1963 року народження, освіта вища, член народної партії | 31.10.2010   |                 |

Примітка: таблиця складена за даними джерела